# Torneo de Pörtschach
El Torneo de Pörtschach, oficialmente Hypo Group Tennis International, fue un torneo de tenis que se disputó en Austria perteneciente al calendario de la ATP. Se jugaba sobre tierra batida desde la temporada 1994 hasta 2008, aunque entre 1994 y 2005 se disputaba en la localidad de Sankt Pölten. Los jugadores que más veces ganaron el torneo fueron el chileno Marcelo Ríos y el ruso Nikolay Davydenko, ambos en 3 ocasiones.
Este torneo vino a sustituir en el calendario de la ATP al torneo de Génova que también precedió anteriormente al de Bari.

## Campeones

### Individuales masculinos
| Año            | Campeón            | Finalista              | Resultado de la final |
| Pörtschach     | Pörtschach         | Pörtschach             | Pörtschach            |
| -------------- | ------------------ | ---------------------- | --------------------- |
| 2008           | Nikolay Davydenko  | Juan Mónaco            | 6-2, 2-6, 6-2         |
| 2007           | Juan Mónaco        | Gael Monfils           | 7-6(3), 6-0           |
| 2006           | Nikolay Davydenko  | Andrei Pavel           | 6-0, 6-3              |
| 2005           | Nikolay Davydenko  | Jürgen Melzer          | 6-3, 2-6, 6-4         |
| Sankt Pölten   |                    |                        |                       |
| 2004           | Filippo Volandri   | Xavier Malisse         | 6-1, 6-4              |
| 2003           | Andy Roddick       | Nikolay Davydenko      | 6-3, 6-2              |
| 2002           | Nicolás Lapentti   | Fernando Vicente Fibla | 7-5, 6-4              |
| 2001           | Andrea Gaudenzi    | Markus Hipfl           | 6-0, 7-5              |
| 2000           | Andrei Pavel       | Andrew Ilie            | 7-5, 3-6, 6-2         |
| 1999           | Marcelo Ríos       | Mariano Zabaleta       | 4-4 y ret.            |
| 1998           | Marcelo Ríos       | Vincent Spadea         | 6-2, 6-0              |
| 1997           | Marcelo Filippini  | Patrick Rafter         | 7-6(2), 6-2           |
| 1996           | Marcelo Ríos       | Félix Mantilla         | 6-2, 6-4              |
| 1995           | Thomas Muster      | Bohdan Ulihrach        | 6-3, 3-6, 6-1         |
| 1994           | Thomas Muster      | Tomás Carbonell        | 4-6, 6-2, 6-4         |
| Génova, Italia |                    |                        |                       |
| 1993           | Thomas Muster      | Magnus Gustafsson      | 7-6, 6-4              |
| 1992           | Andrei Medvedev    | Guillermo Pérez-Roldán | 1-6, 6-3, 6-3         |
| 1991           | Carl-Uwe Steeb     | Jordi Arrese           | 6-3, 6-4              |
| 1990           | Ronald Agenor      | Tarik Benhabiles       | 3-6, 6-4, 6-3         |
| Bari, Italia   |                    |                        |                       |
| 1989           | Juan Aguilera      | Marián Vajda           | 4-6, 6-3, 6-4         |
| 1988           | Thomas Muster      | Marcelo Filippini      | 2-6, 6-1, 7-5         |
| 1987           | Claudio Pistolesi  | Francesco Cancellotti  | 6-7, 7-5, 6-3         |
| 1986           | Kent Carlsson      | Horacio de la Peña     | 7-5, 6-7, 7-5         |
| 1985           | Claudio Panatta    | Lawson Duncan          | 6-2, 1-6, 7-6         |
| 1984           | Henrik Sundström   | Pedro Rebolledo        | 7-5, 6-4              |
| 1983           | Corrado Barazzutti | Carlos Castellán       | 6-0, 6-1              |
| 1982           | Paul McNamee       | Balázs Taróczy         | 6-2, 6-2              |
| 1981           | Zoltan Kuharszky   | Paolo Bertolucci       | 6-4, 6-0              |

### Dobles masculinos (desde 1990)
| Año  | Campeones                             | Finalistas                            |
| 2008 | Marcelo Melo & André Sá               | Julian Knowle & Jürgen Melzer         |
| 2007 | Simon Aspelin & Julian Knowle         | Leoš Friedl & David Škoch             |
| 2006 | Paul Hanley & Jim Thomas              | Oliver Marach & Cyril Suk             |
| 2005 | Lucas Arnold Ker & Paul Hanley        | Martin Damm & Mariano Hood            |
| 2004 | Mariano Hood & Petr Pála              | Tomáš Cibulec & Leoš Friedl           |
| 2003 | Simon Aspelin & Massimo Bertolini     | Sargis Sargsian & Nenad Zimonjić      |
| 2002 | Petr Pála & David Rikl                | Mike Bryan & Michael Hill             |
| 2001 | Petr Pála & David Rikl                | Jaime Oncins & Daniel Orsanic         |
| 2000 | Mahesh Bhupathi & Andrew Kratzmann    | Andrea Gaudenzi & Diego Nargiso       |
| 1999 | Andrew Florent & Andrei Olhovskiy     | Brent Haygarth & Robbie Koenig        |
| 1998 | Jim Grabb & David Macpherson          | David Adams & Wayne Black             |
| 1997 | Kelly Jones & Scott Melville          | Luke Jensen & Murphy Jensen           |
| 1996 | Slava Dosedel & Pavel Vízner          | David Adams & Menno Oosting           |
| 1995 | Bill Behrens & Matt Lucena            | Libor Pimek & Byron Talbot            |
| 1994 | Vojtech Flegl & Andrew Florent        | Adam Malik & Jeff Tarango             |
| 1993 | Sergio Casal & Emilio Sánchez Vicario | Mark Koevermans & Greg Van Emburgh    |
| 1992 | Shelby Cannon & Greg Van Emburgh      | Paul Haarhuis & Mark Koevermans       |
| 1991 | Marcos Aurelio Gorriz & Alfonso Mora  | Massimo Ardinghi & Massimo Boscatto   |
| 1990 | Tomás Carbonell & Udo Riglewski       | Cristiano Caratti & Federico Mordegan |

- Datos: Q299432